# Harry Mulisch
Harry Kurt Victor Mulisch (Haarlem, Nizozemska, 29. srpnja 1927. – Amsterdam, 30. listopada 2010.) smatrao se jednim od najvažnijih poslijeratnih nizozemskih pisaca. Zajedno s W.F. Hermansom i Gerardom Reveom činio je Veliku trojku (De Grote Drie) nizozemske poslijeratne književnosti. Pisao je romane, drame, eseje, poeme i filozofske refleksije.

## Životopis
Mulisch je rođen u Haarlemu i živi u Amsterdamu od 1958., nakon smrti svoga oca Kurta Victora Karla Mulischa (koji je emigrirao u Nizozemsku poslije Prvog svjetskog rata). Otac mu je za vrijeme Drugog svjetskog rata radio za jednu njemačku banku koja se između ostalog bavila i konfiskacijom imovine Židova. Njegova majka, Alice Schwarz, bila je Židovka. Mulisch i njegova majka izbjegli su transportaciju u koncentracijski logor zahvaljujući njegovom ocu, koji je kolaborirao s Nacistima. Zbog svih čudesnih događaja koje je već od malih nogu prošao tvrdio je da je on Drugi svjetski rat. Najviše ga je odgajala sobarica njegovih roditelja, Frieda Falk.

## Tematika
Česta tema njegovih djelâ je Drugi svjetski rat. Zbog suradnje s Nijemcima za vrijeme Drugog svjetskog rata otac mu je nakon završetka rata bio osuđen na tri godine zatvora. Slučaj 40/61 (De Zaak 40/61) naziv je reportaže sa suđenja Adolfu Eichmannu u Jeruzalemu.
Mulisch često koristi antičke legende (npr. De elementen), židovski misticizam (u De ontdekking van de Hemel i De Procedure), dobro poznate urbane legende i politiku (Mulisch je politički lijevo orijentiran, posebice braneći Fidela Castra i Kubansku revoluciju). Mulischa čita širok spektar ljudi.
Mulisch je postao međunarodno priznat nakon ekraniziranja njegovog romana De Aanslag (Atentat) 1986. godine. Film je dobio Oscara i Zlatni globus za najbolji strani film i bio je preveden na više od 20 jezika.
Pored mnogih nagrada koje je dobio za pojedine knjige kako i za cjelokupni rad, sigurno najvažnija je "De Prijs der Nederlandse Letteren" (Nagrada nizozemske književnosti), koju je dobio 1995.

## Zanimljivosti
Asteroid 10251 Mulisch je nazvan njemu u čast u listopadu 2006. Njegov odgovor na to bio je: "Nu ben ik in de hemel" ("Sada sam na nebu") te da je posebno polaskan jer se čak i dobitnici Nobelove nagrade znaju zaboraviti, ali nebeska tijela ne.